# Maria Immaculata (Echenbrunn)

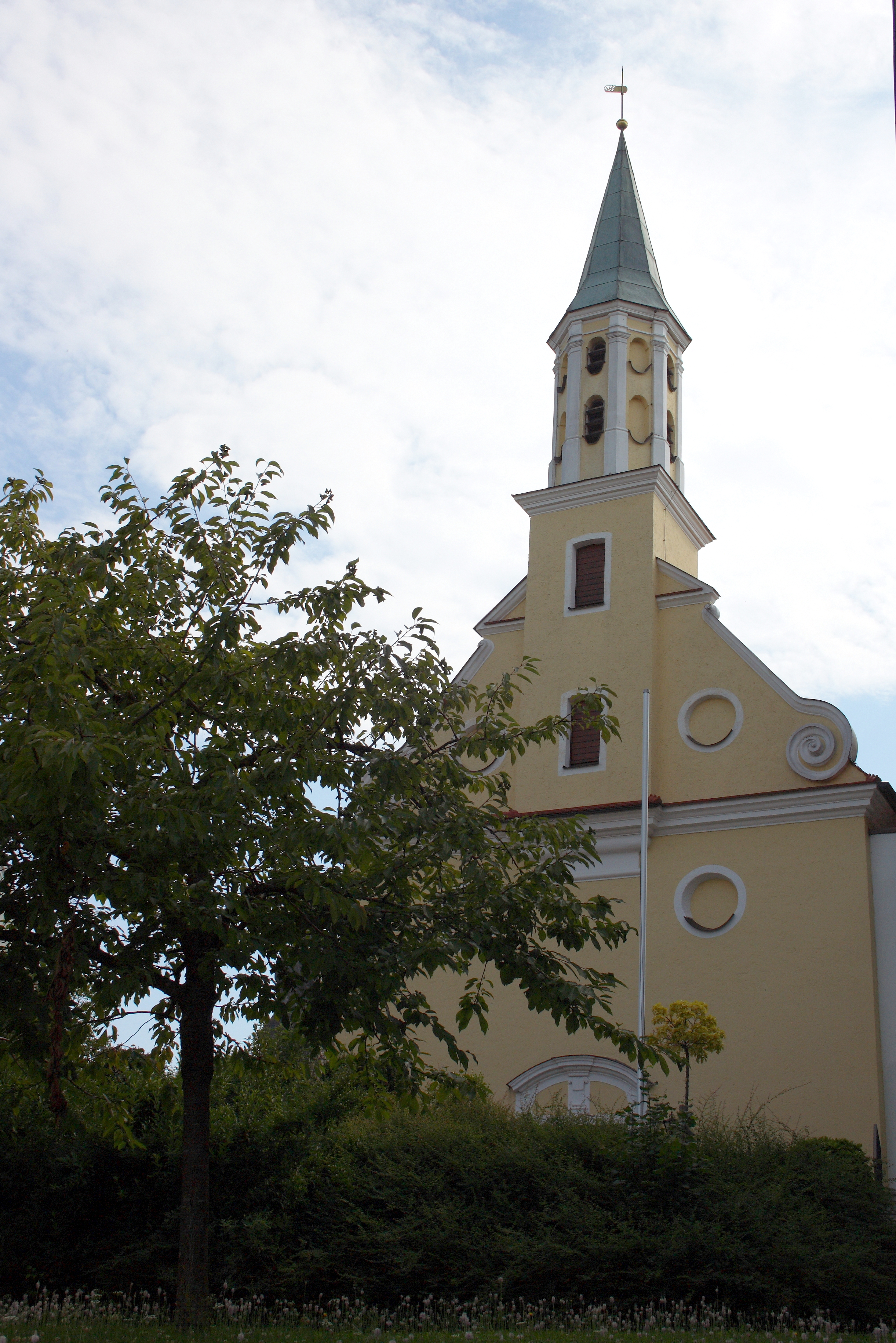
Pfarrkirche Maria Immaculata in Echenbrunn

Die katholische Pfarrkirche Maria Immaculata in Echenbrunn, einem Stadtteil von Gundelfingen im Landkreis Dillingen an der Donau im bayerischen Regierungsbezirk Schwaben, wurde in der ersten Hälfte des 18. Jahrhunderts auf dem Gelände des ehemaligen Klosters Echenbrunn errichtet.

## Geschichte
Um 1120 wurde in Echenbrunn von dem Edelfreien Gumbert von Fachberg ein Benediktinerkloster gegründet. 1122 wurde der Ort als Echinbrunnen erstmals schriftlich erwähnt. 1462 brannte das Kloster ab und 1468 ließ es Abt Ulrich Lekerlin aus eigenen Mitteln wiedererrichten. Unter Herzog Ottheinrich von Pfalz-Neuburg wurde das Kloster aufgelöst, die Kirche abgerissen und das Gut als Hofmark verkauft. Nach mehrmaligem Besitzerwechsel gelangte es an das Jesuitenkolleg Neuburg an der Donau, das es 1638 den Dillinger Jesuiten verpachtete. Diese richteten dort 1672 eine Sommerresidenz für die Professoren ihrer Universität ein. 1755/57 erfolgte ein Umbau und es wurden neue Wirtschaftsgebäude errichtet.
Gegen Ende des 17. Jahrhunderts wurde Echenbrunn, das zunächst zur Pfarrei Gundelfingen gehörte, Sitz einer eigenen Pfarrei. 1730 wurde nach den Plänen von Johann Windschmidt eine neue Kirche gebaut, die 1733 zu Ehren der Unbefleckten Empfängnis Mariens geweiht wurde. Die Schutzpatrone der alten Klosterkirche waren die Apostel Peter und Paul.

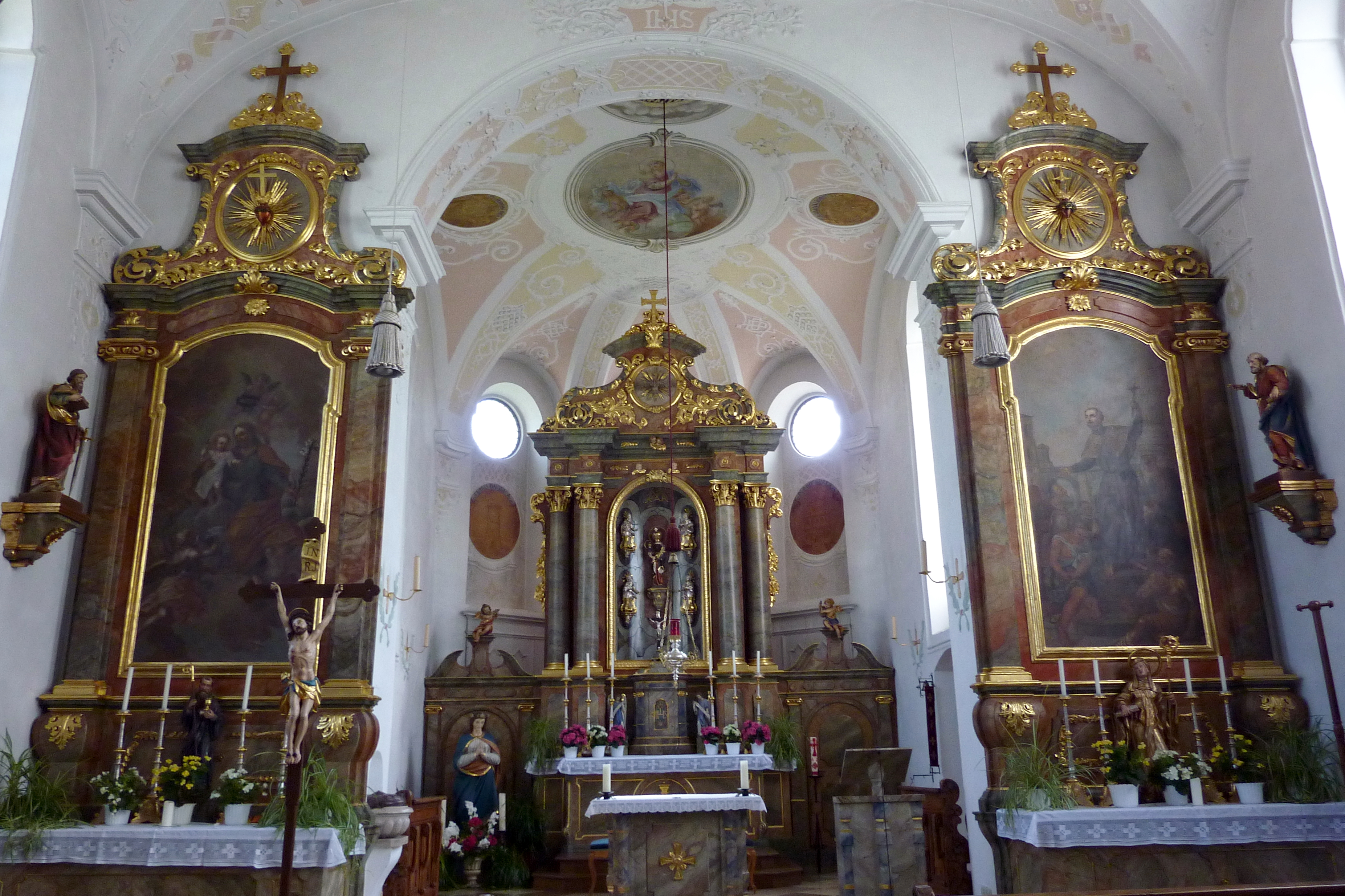
Innenraum mit Blick zum Chor

## Architektur

### Außenbau
Die Kirche ist aus verputztem Ziegelmauerwerk errichtet. Das von Pilastern gerahmte Eingangsportal befindet sich an der Westfassade. Diese ist durch ein breites Profilgesims gegliedert und mit runden Blendfeldern und einem Volutengiebel verziert. Die beiden quadratischen Untergeschosse des Dachreiters ruhen auf einer abgetreppten, aus der Gesimsleiste herausragenden Konsole und tragen einen zweigeschossigen, oktogonalen Aufbau, den seit 1848 ein Spitzhelm bekrönt. Die beiden Stockwerke des Aufbaus sind mit Eckpilastern verstärkt und von ovalen Klangarkaden und Blendfeldern durchbrochen.

### Innenraum
Das Langhaus ist einschiffig, in drei Achsen unterteilt und von einer Korbbogentonne mit Stichkappen gedeckt. Der eingezogene, dreiseitig geschlossene Chor ist um zwei Stufen erhöht und besitzt ein Muldengewölbe mit Stichkappen. In die Wände des Chors sind rundbogige Nischen mit Kreisfenstern eingeschnitten. Den westlichen Abschluss des Langhauses bildet eine in der Mitte vorkragende und auf Holzsäulen aufliegende Doppelempore.
In den Langhausfußboden ist die Grabplatte des Pfarrers Caspar Sendelbeck eingelassen, der laut Inschrift am 31. Januar 1772 im Alter von 50 Jahren starb.

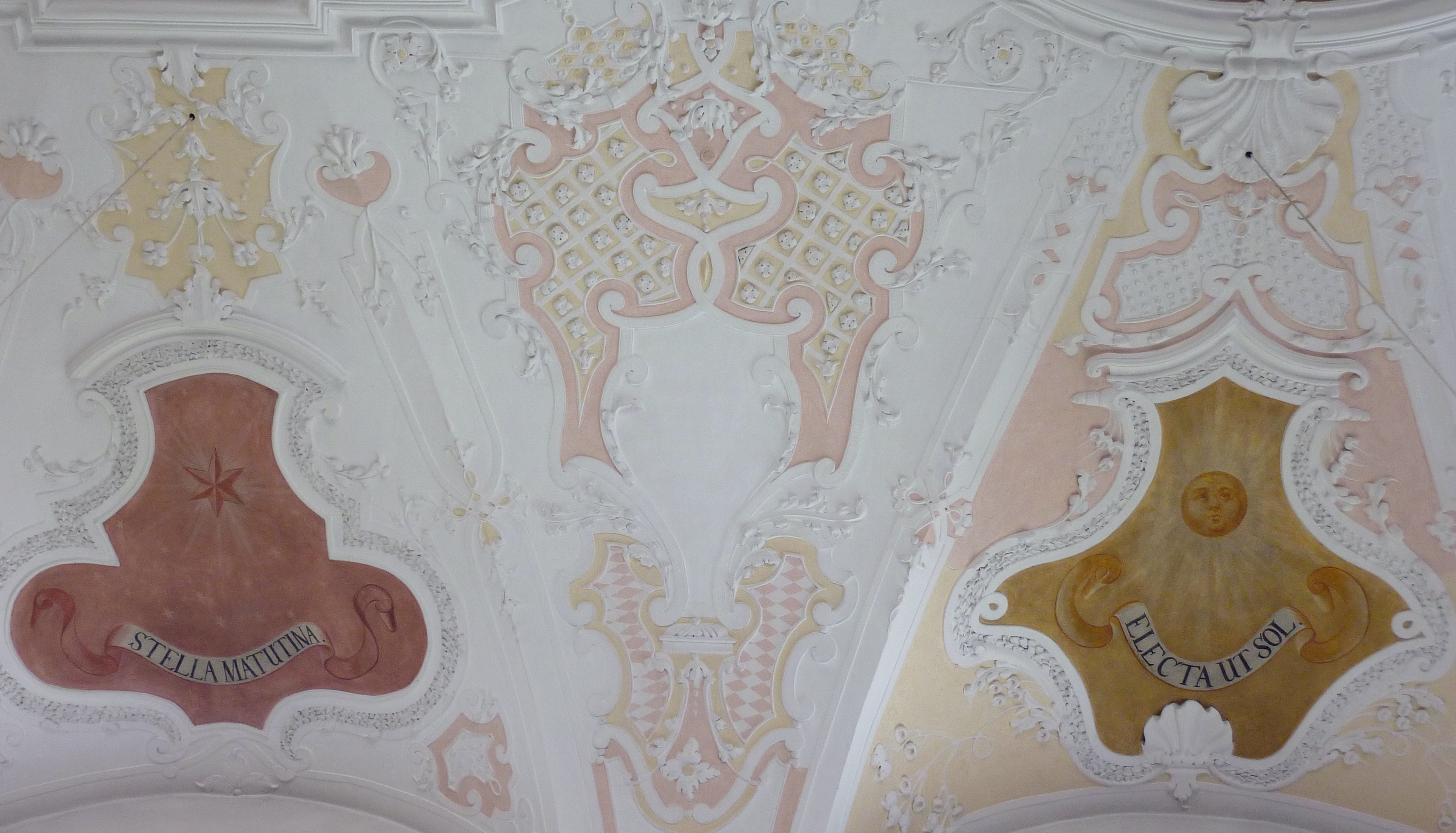
Stuckdekor und Grisaillen

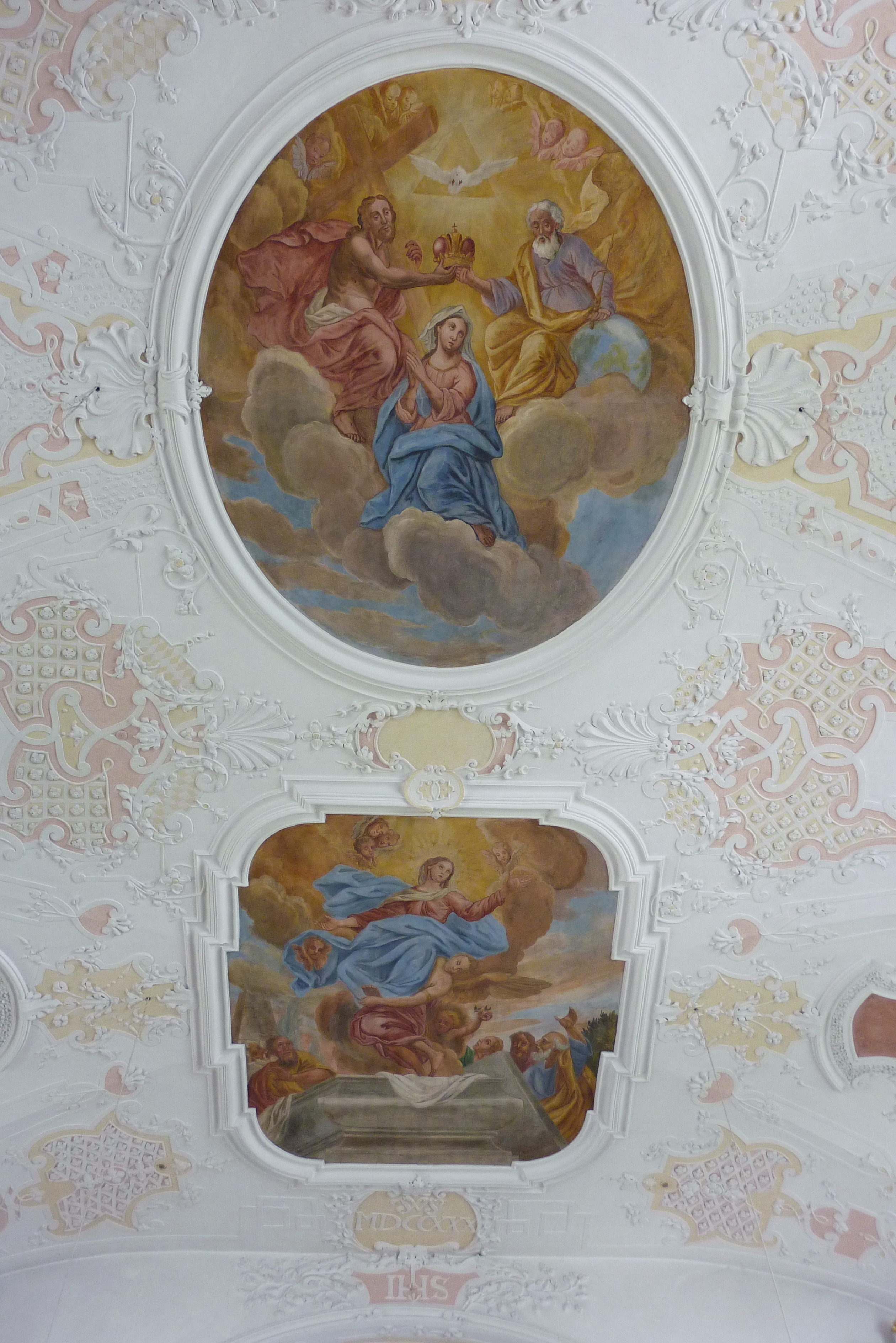
Deckenbilder des Langhauses

## Stuck
Die Decke ist mit reichem Stuckdekor aus Blatt- und Blütenranken, geschuppten und gerauteten Flächen verziert. Rocaillekartuschen umrahmen die Deckenbilder und Grisaillen. Ein Muschelwerkrahmen am Chorbogen enthält die Jahreszahl MDCCXXX (1730), darunter ist das Christusmonogramm IHS angebracht.

## Deckenbilder
Die Deckenbilder des Langhauses wurden um 1733 geschaffen. Die großen Bilder stellen Maria als Himmelskönigin, die Krönung und die Himmelfahrt Mariens dar. Die Grisaillen der Stichkappen sind mit emblematischen Darstellungen und lateinischen Inschriften versehen, die sich auf Lobpreisungen Mariens nach dem Hohen Lied – ELECTA UT SOL (auserlesen wie die Sonne), PULCHRA UT LUNA (schön wie der Mond) – und der Lauretanischen Litanei – ROSA MISTICA (mystische Rose), FAEDERIS ARCA (Bundeslade), IANNA COELI (Pforte des Himmels), STELLA MATUTINA (Morgenstern) – beziehen.
Die Deckenbilder des Chores werden Johann Anwander zugeschrieben und wurden um 1740/50 ausgeführt. Das zentrale Bild ist dem Patrozinium der Kirche gewidmet und stellt die Unbefleckte Empfängnis Mariens dar. Die seitlichen Grisaillen beziehen sich auf Mariensymbole aus dem Hohen Lied (LILIUM INTER SPINAS/Lilie unter Dornen, TURRIS DAVIDICA/Turm Davids), der Lauretanischen Litanei (DOMUS AUREA/goldenes Haus) und dem Buch der Weisheit (SPECULUM SINE MACULA/makelloser Spiegel).

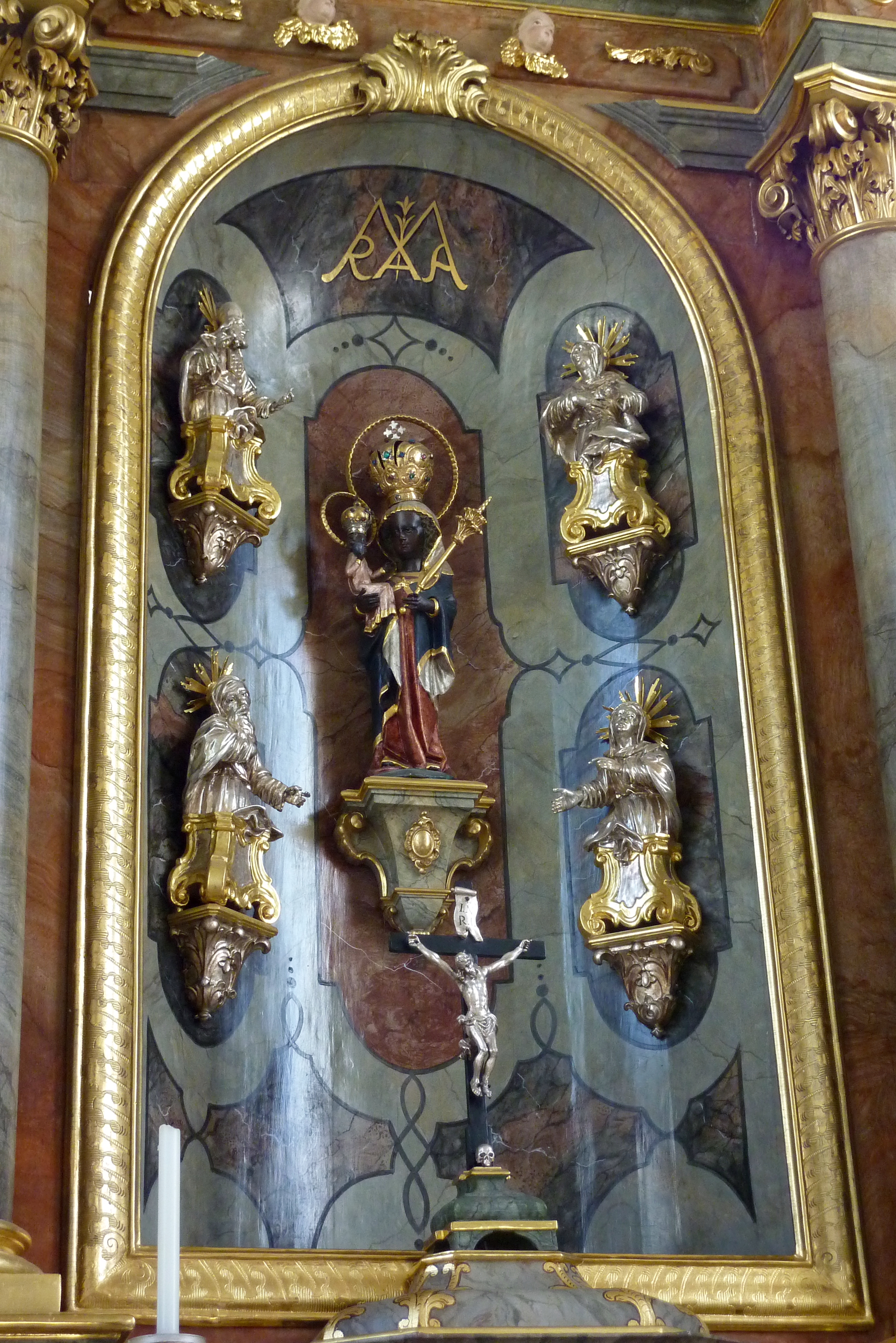
Hauptaltar mit Gnadenbild

## Ausstattung
- In der Mittelnische des Hochaltares befindet sich ein Gnadenbild, eine Schwarze Madonna nach dem Vorbild der Altöttinger Marienfigur. Die Skulptur wird in das späte 15. Jahrhundert datiert und ist umgeben von vier versilberten Halbfiguren, die Mitglieder der Heiligen Sippe verkörpern.